# 地貌学

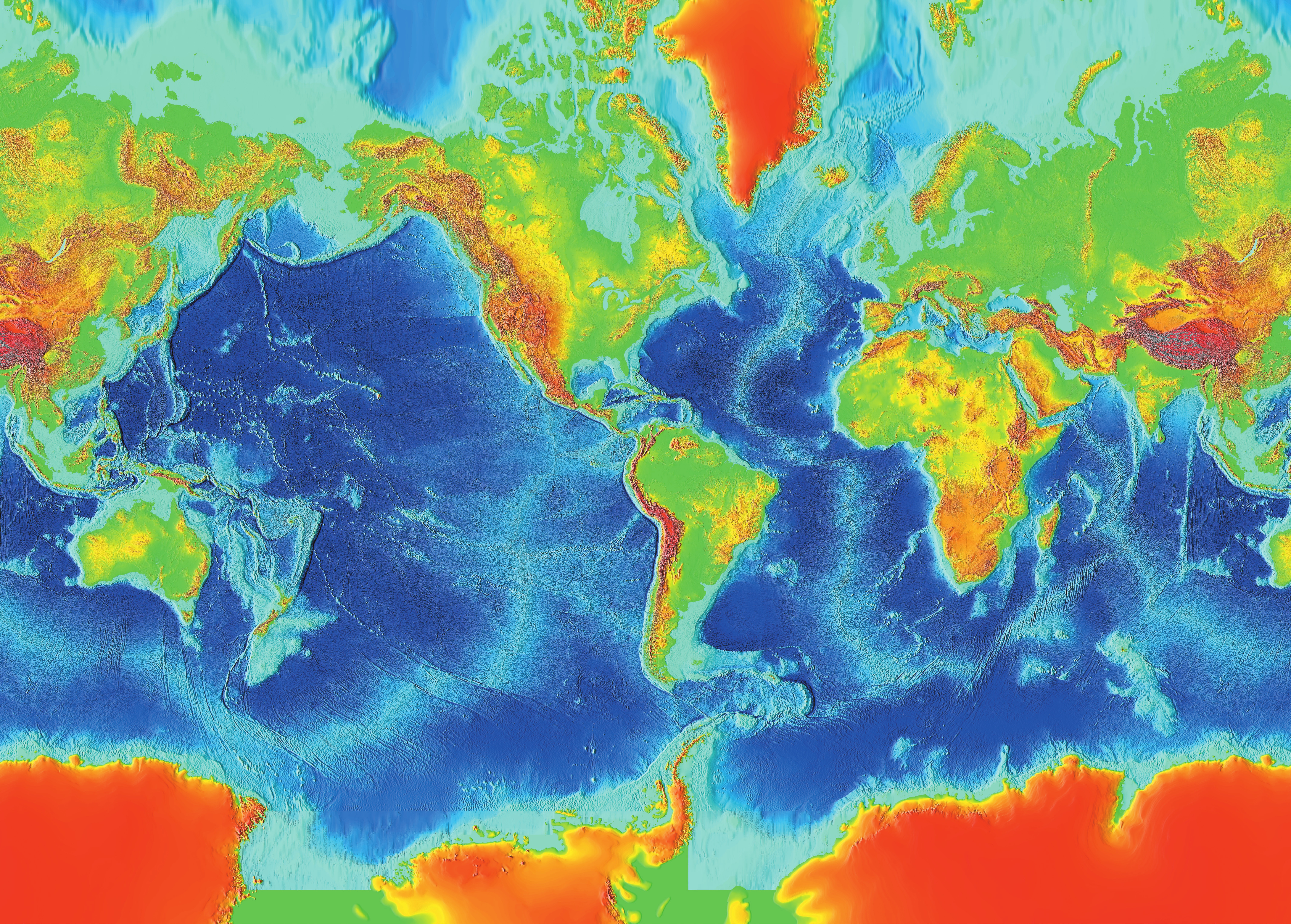
地表高度变化图

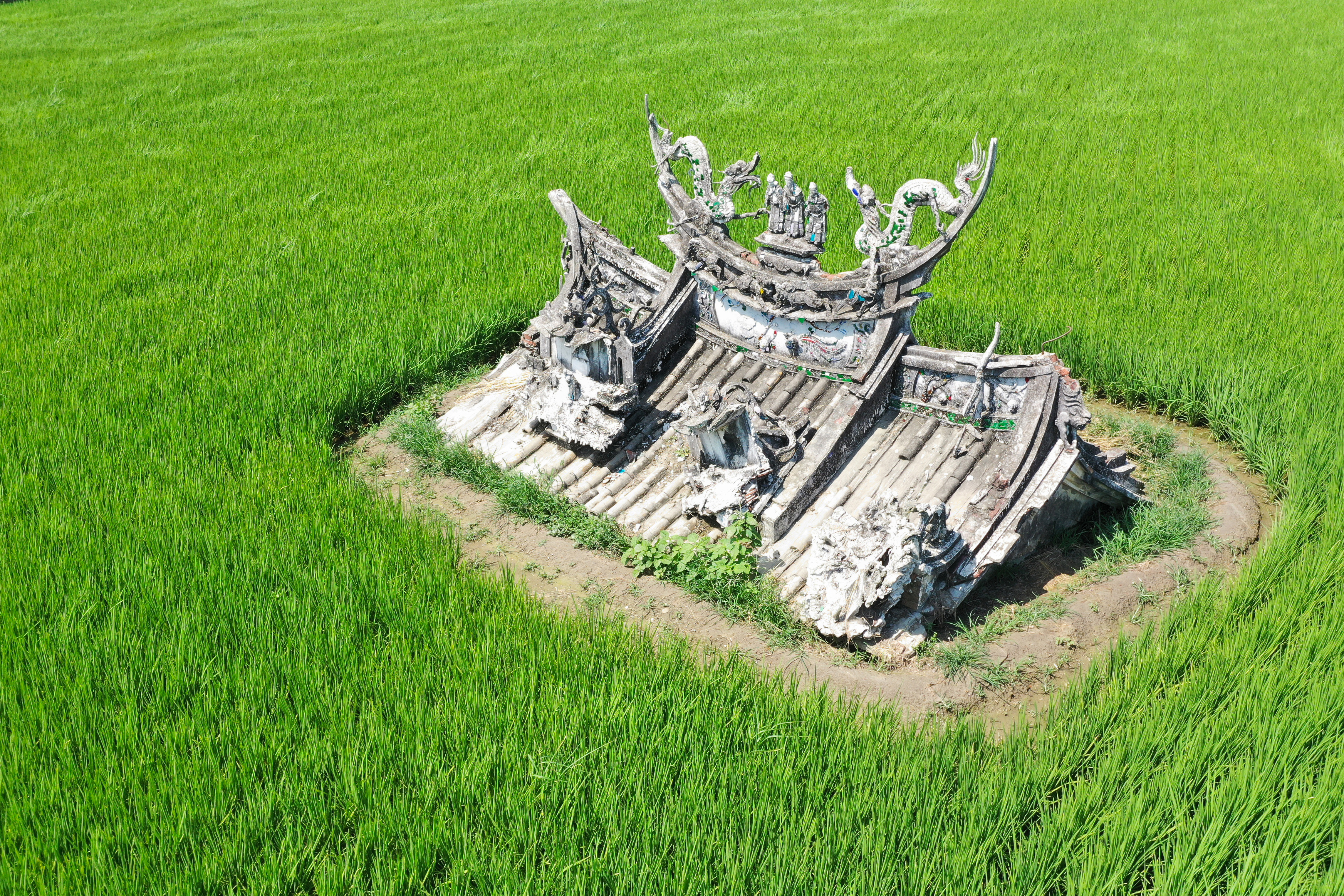
台灣南部一座半掩於沖積平原的廟宇呈現了地貌因時間而起的變化

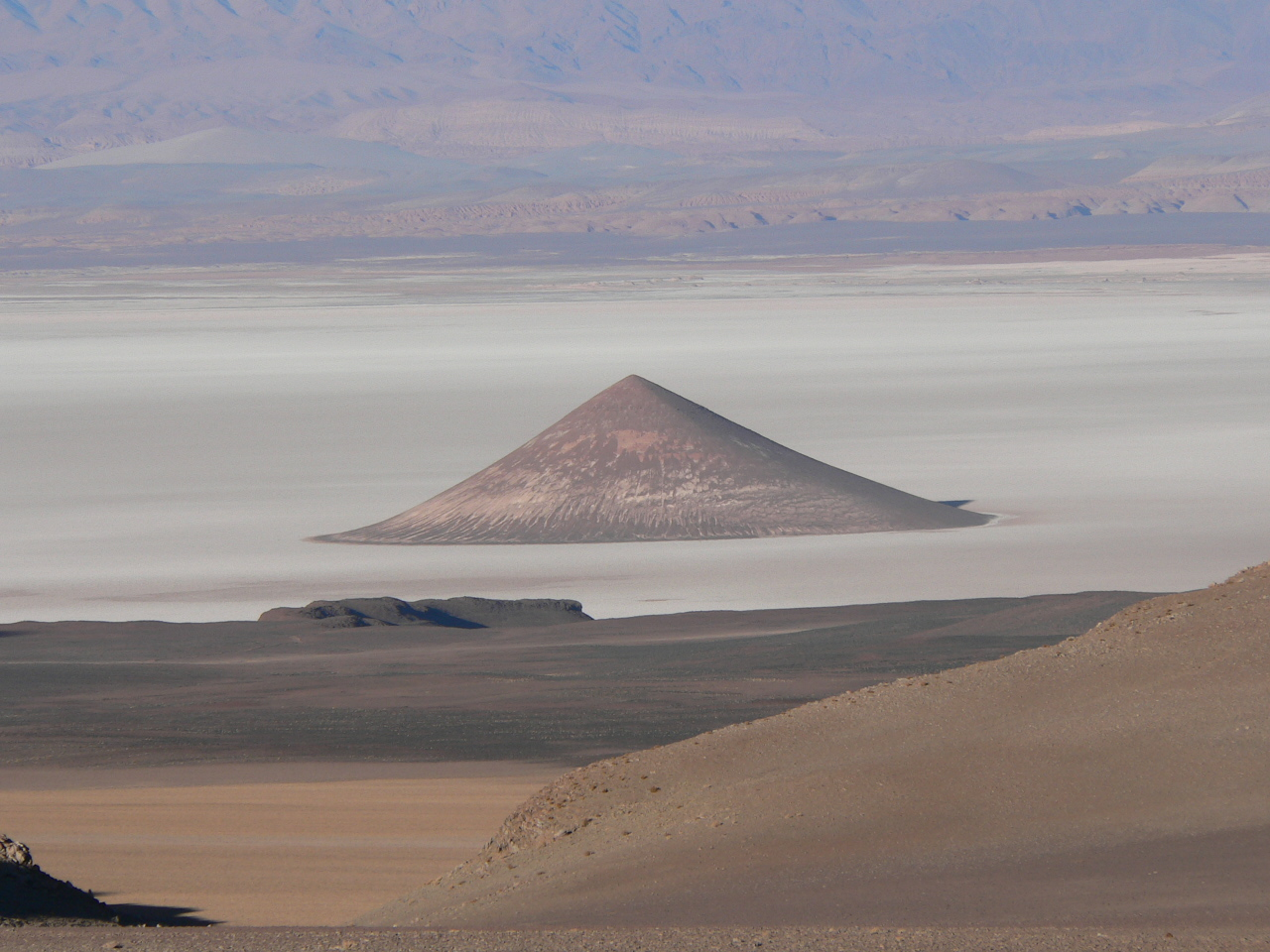
阿里塔圓錐（Cono de Arita）是座落於阿根廷阿他加馬高原上一座旱湖中央的火山體，呈現了火成岩與鹽的複雜作用

地貌学，又称地形学，是一门研究地球表面起伏形态、分布规律、物质结构、发展历史和开发利用的科学，是自然地理学的一个分支学科，也是地质学和地理学之间的一门边缘交叉学科。从语源来看，地貌学的英文Geomorphology源自希腊语，由Geo（地球）、Morphe（外表形态）和Logos（论述）三词组成，即关于地球外表面貌的论述。而地貌是地球表面的形形色色的各种空间实物形体，有自然形体和人工形体两大类。

## 历史
地貌学起源于人类出于生存需要而对地形的识别、利用和改造。古代汉字中亦有关于地貌的相关内容，比如《诗经·大雅》中记载的岗、塬和隰等。早期古代地貌学主要是定性描述地貌形态和类型分布。11世纪，北宋的沈括在《梦溪笔谈》中以流水侵蝕作用解釋奇異地貌的成因。17世纪，明朝的徐霞客在《徐霞客游记》中对岩溶地貌的形成过程做出了解释。18世纪到19世纪是现代地质学和地理学的创立时期，两者的交叉领域则为地貌学提供了空间。
而现代科学意义上的地貌学则发祥于19世纪中叶到20世纪初期。莱伊尔（C. Lyell）均变论（又称“现实主义原理”）、达尔文生物进化论等对地貌学产生了重要影响，W·M·戴维斯的侵蚀循环学说和地貌成因三要素原理、瓦尔特·彭克的坡地学说等对科学地貌学理论发展起到重要推动作用。阿尔布雷希特·彭克于1895年所著的以个人大量野外研究成果为依据的《地表形态学》一书是最早的地貌学教科书之一。
二战后各种大型工程对地貌学研究提出了更高的要求。1952年，美国自然地理学家斯特拉勒发表《地貌学的动力基础》一书，形成了地貌学的动力学派。20世纪50年代也是地貌学出现分支学科的时期，形成了河流地貌学、冰川地貌学、海岸地貌学和构造地貌学。地貌学开始多方向发展。
20世纪60年代，系统论被引入地貌学研究中，并形成了地貌学的动力派。自1985年起，每四年召开一次国际地貌学会议，并在1989年的第二届国际地貌学会议上成立了国际地貌学家协会（IAG）。现代地貌学在全球变化背景下，着重区域非线性地貌过程、突变地貌过程、分形地貌过程的研究，注重数值模拟、精准测年、高分辨率遥感等技术手段的运用，并因地制宜面向社会生产实践和应用。

## 分类
根据形成地表起伏形态的主导营力，地貌学可以划分为气候地貌学、构造地貌学两大分支。
- 气候地貌学主要包括冰川地貌学、冰缘地貌学、风沙地貌学等分支学科，这些地貌类型的分布规律受气候条件的影响具有明显的纬度地带性，并有伴随纬度地带性分异规律的垂直地带性。
- 构造地貌学包括静态构造地貌和活动构造地貌两大类，其中静态构造地貌包括褶曲构造地貌、断裂构造地貌、熔岩构造地貌等，活动构造地貌包括岩溶地貌、黄土地貌、花岗岩地貌等。

根据研究对象及其应用范围，地貌学有下列两个分支，即动力地貌学和应用地貌学。

### 引用
1. ↑  . 国际地貌学家协会官方网站.   [2008-09-23]. （原始内容存档于2008-12-20） （英语）.

### 书籍
- 张根寿 主编. . 北京: 科学出版社. 2005. ISBN 7-03-015931-4.
- 吴正 主编. . 广州: 广东高等教育出版社. 2001. ISBN 7-5361-2111-3.